# Svartvit stenskvätta
Svartvit stenskvätta (Oenanthe albonigra) är en asiatisk fågel i familjen flugsnappare inom ordningen tättingar. Den förekommer året runt i torra och klippiga miljöer från Iran till Pakistan samt på sydöstra Arabiska halvön. IUCN kategoriserar den som livskraftig.

## Utseende och levnadssätt
Svartvit stenskvätta är en 17 centimeter lång tätting med den för släktet typiska "T-formade" stjärtteckningen, det vill säga svart ändband och centrala stjärtfjädrar på den i övrigt vita stjärten. Denna art är svart ovan och vit under.
Den skiljer sig från picata-formen av orientstenskvättan, som den delar utbredningsområde med, genom rundare huvud, mer satt form, större näbb och att det svarta är glansigt istället för matt. Vidare sträcker sig det svarta på strupen inte lika långt ner samt att det vita på övergumpen når längre upp på ryggen.

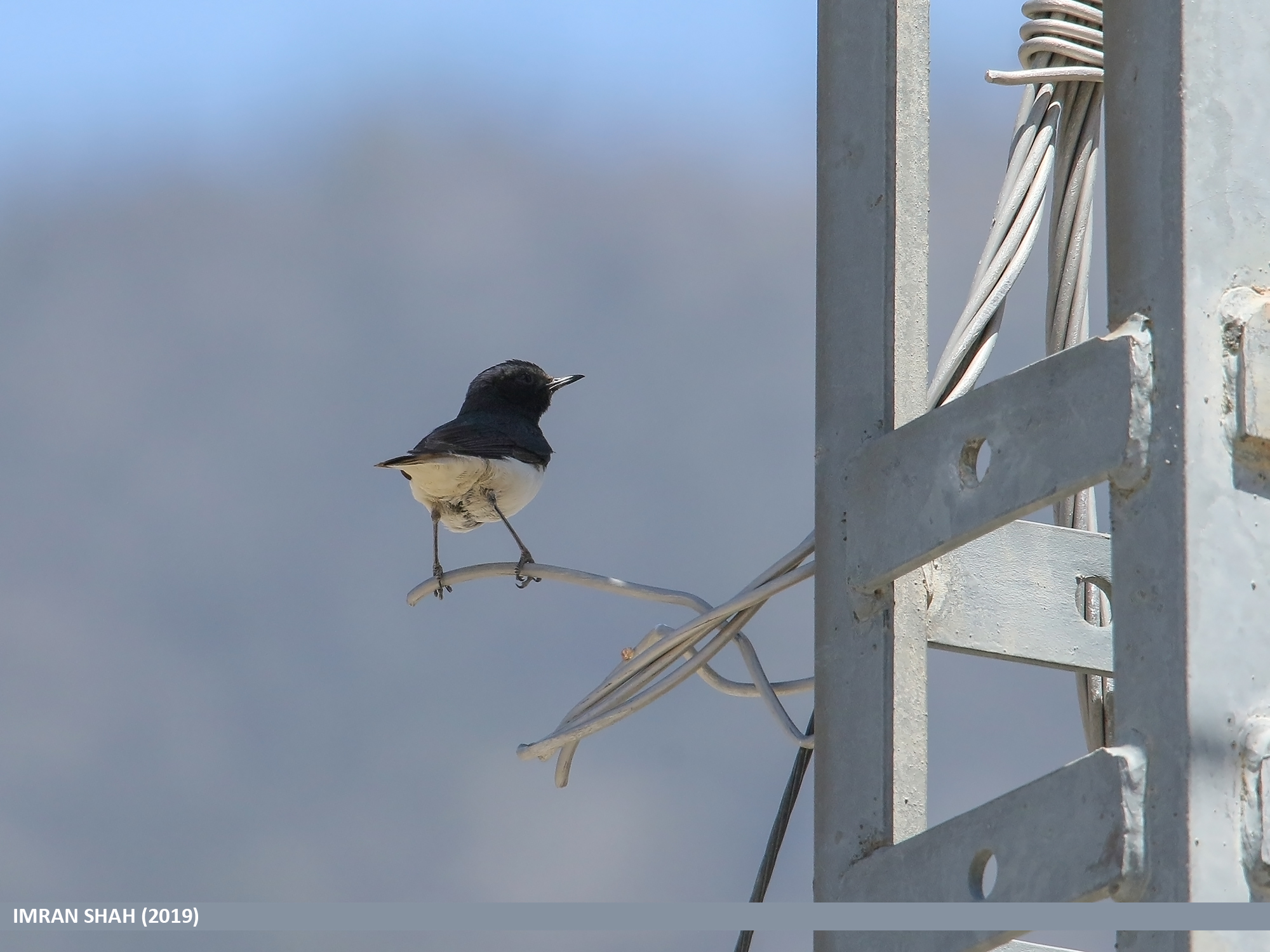

## Läte
Sången är ljudlig, ringande och melodisk, påminnande om buskskvätta. Locklätet är vasst, ljust och kort, medan varningslätet är hårt och raspigt.

## Utbredning och systematik
Svartvit stenskvätta förekommer i klippterräng på östra Arabiska halvön (Oman och Förenade Arabemiraten) samt från södra Iran till Afghanistan och Pakistan. Tillfälligt har den påträffats i Bahrain, Kuwait, Saudiarabien och Qatar. Den behandlas som monotypisk, det vill säga att den inte delas in i några underarter.

### Familjetillhörighet
Stenskvättorna ansågs fram tills nyligen liksom bland andra buskskvättor, stentrastar, rödstjärtar vara små trastar. DNA-studier visar dock att de är marklevande flugsnappare (Muscicapidae) och förs därför numera till den familjen.

## Levnadssätt
Svartvit stenskvätta hittas i bergssluttningar och klippblocksströdda kullar med endast lite växtlighet, ända ner till havsnivån. Den ses ofta sitta på hus och ledningar. Arten häckar i ett hålutrymme i en klippa eller i talussluttningar.

## Status och hot
Arten har ett stort utbredningsområde och en stor population med stabil utveckling och tros inte vara utsatt för något substantiellt hot. Utifrån dessa kriterier kategoriserar internationella naturvårdsunionen IUCN arten som livskraftig (LC). Världspopulationen har inte uppskattats men den beskrivs som vanlig, dock fåtalig i Pakistan. Beståndet i Förenade Arabemiraten uppskattas till 1 000–10 000 par.